# Travesía a nado del puerto de Málaga
La travesía a nado del puerto de Málaga es un acontecimiento deportivo que se celebra cada verano en esta ciudad, organizado por el Ayuntamiento de Málaga.
Se trata de una travesía es de 1000 metros a través de las aguas del puerto de Málaga, en la costa mediterránea española.
Cuenta con una modalidad para nadadores federados, una modalidad popular y otra para menores de 15 años. Los premios se otorgan por modalidad, por sexo, a los jóvenes y también para el participante de mayor edad.

## Historia
Aunque desde el año 1912 hay constancia de competiciones de natación en aguas del puerto de Málaga, fue el 13 de agosto de 1950 cuando se celebró la I travesía a nado del puerto de Málaga, organizada por el Real Club Mediterráneo, la Junta de Festejos con la colaboración de la Federación Malagueña de Natación. El primer ganador fue Jorge Malaussena, con un tiempo de 17 minutos 55 segundos, según el libro Historia de las Travesías a Nado del Puerto de Málaga.
La prueba continuó celebrándose ininterrumpidamente hasta el año 1984, retomándose en el año 1995 con la trigesimosexta edición. Nadadores como Guillermo Mediano, María Peláez o David Meca han ganado una prueba que sigue celebrándose y que el 6 de agosto de 2017 alcanzó su edición número 58, según el calendario de travesías a nado de Andalucía.